# Achagua
Achagua is een geslacht van vlinders van de familie spanners (Geometridae), uit de onderfamilie Ennominae.

## Soorten
- A. aculeata Rindge, 1975
- A. crebra Rindge, 1975
- A. fessa Rindge, 1975